# Motion-Control-Fotografie
Motion-Control-Fotografie (Fotografie mit Bewegungssteuerung) ist eine in Filmen genutzte Spezialeffekt-Technik, die es ermöglicht, dieselben Kamera- oder Objektbewegungen durch computergestützte Automatisierung in verschiedenen Aufnahmen genau zu wiederholen. In der Nachbearbeitung können die Aufnahmen zu einem Compositing zusammengeführt werden. So werden Effekte möglich, die früher in Aufnahmen mit bewegter Kamera unmöglich waren, zum Beispiel dass derselbe Darsteller in einem Bild mehrfach auftritt oder dass Modelle und Realaufnahmen (durch Skalierung der Kamerabewegung) in Kamerafahrten oder Schwenks miteinander verbunden werden können. Motion-Control-Fotografie (kurz MoCo) wurde zum ersten Mal in größerem Stil in Star Wars eingesetzt (mit dem Dykstraflex-System) und trug einen wesentlichen Teil dazu bei, dass dieser Film ein Meilenstein in Sachen visuelle Effekte wurde. Seitdem entwickelte sich Motion-Control-Fotografie zu einer Standardtechnik, die in jeder Art von Film eingesetzt wurde.

## Entwicklung und Arbeitsweise
Modellbau hat in der Filmindustrie eine lange Tradition. Wenn ein Modell allerdings zu klein ist, verliert es oft seine Illusion und wird „offensichtlich ein Modell“. Um dieses Problem zu lösen, liegt es nahe, einfach größere Modelle zu bauen, allerdings handelt man sich dadurch andere Probleme ein, da große Modelle schwieriger zu bewegen und fragiler sind. Ein anderer Ansatz ist es, die Kamera statt des Modells zu bewegen. Dies ist allerdings auch nicht einfach, da Kameras große und schwere Geräte sind, die zu bewegen in vielen Fällen ähnlich schwierig ist, als würde man das Modell selbst bewegen.
Das Problem kann zum Teil vermieden werden, indem man den Film mit höherer Geschwindigkeit laufen lässt, alles schnell bewegt und die Szene später verlangsamt wiedergibt. Dies führt zu erheblich weicheren Bewegungen, mit denen sich das Auge täuschen lassen kann, ist allerdings sehr teuer in Einrichtung und Durchführung, da Spezialausrüstung benötigt wird, besonders Hochgeschwindigkeitskameras.
Die wirkliche Lösung war, die Kamera fest zu montieren und entweder die Kamera oder das Modell mit einem motorisch angetriebenen Gestell sehr präzise zu bewegen. Die ersten Hinweise, dass dies möglich war, kamen von John Whitney, der verschiedene Bewegungstechniken unter Verwendung alter Analogcomputer erfand. Diese Geräte waren ursprünglich zur Steuerung von Flugabwehrgeschützen gebaut worden. Whitney verband sie mit Servomotoren, um die Bewegungen von Lichtern und beleuchteten Zielen zu kontrollieren.
Durch Umkehrung des Systems, indem die Ziele durch eine kleine Kamera ersetzt wurden, entstanden die ersten Motion-Control-Gestelle. Die Kamera konnte nun sehr präzise und flüssig an einem Modell jeder Größe vorbeibewegt werden, und die Illusion war weit überzeugender.

## Nachteile und Probleme
Der Nachteil von Motion-Control-Fotografie ist, dass einiges an Programmierung erforderlich ist, bis die Kamera sich so bewegt, wie man sich es vorstellt. Dies war in den 1970er Jahren ein ernstes Problem, aber bis in die 1990er Jahre hinein wurde diese Tatsache durch die zunehmende Leistungsfähigkeit und Bedienbarkeit von Computern vernachlässigbar. Die großen technischen und qualitativen Fortschritte auf dem Gebiet der Computer Generated Imagery (CGI) haben inzwischen jedoch in vielen Bereichen zur Ablösung der Motion-Control-Fotografie durch CGI geführt. Dabei spielen insbesondere Kostenüberlegungen eine Rolle: Mit CGI lassen sich heute komplette Szenen effizient am Computer erstellen, wohingegen Motion Control einen nicht unbeträchtlichen Aufwand für Modellbau, Filmen und Nachbearbeitung erfordert; um zum Beispiel in der fertigen Szene mit Licht und Schatten arbeiten zu können (zwei Elemente, die sehr wichtig für eine überzeugende Illusion sind), müssen mehrere Durchläufe derselben Szene gedreht werden. Dies können ein Durchlauf unter normalem Licht sein, mehrere mit individuell abgedunkeltem Licht sowie eventuell weitere Durchläufe unter UV-Licht, um zum Beispiel leuchtende Fenster auf Modellen realisieren zu können. Das Material aus all diesen Szenen wird dann später überlagert, zusammengesetzt und nachbearbeitet. Es ist offensichtlich, dass CGI dagegen Vorteile bietet, da nur noch eine Szene erstellt werden muss und die korrekten Schatten vom Computer berechnet werden können.

## Zukunft und Weiterentwicklungen
Im Filmtrick erlebt das Motion-Control-System eine Renaissance. Da das Compositing bei Special Effects immer wichtiger wird, braucht man präzise wiederholbare Bewegungen der Kamera. Mit manueller Bedienung, also von Kameraleuten, ist die notwendige Präzision für millimetergenaue Bewegung und exakte Einstellung der Kamera, wie Schärfe und Blende nicht zu erreichen.
Mit Motion-Control können so aber Tricks realisiert werden, die früher nur mit einer statischen Kamera möglich waren. Die Duplikation einer Figur kann dank Motion-Control auch Bewegung beinhalten.
Ein weiteres wichtiges Merkmal neuerer Motion-Control Systeme ist die Möglichkeit, die Daten auszulesen und dann in 3D-Programmen weiter zu verarbeiten. So können zum Beispiel reale Aufnahmen von Schauspielern mit CGI-Material wie Hintergründen oder Monstermassen kombiniert werden.